# 100 Year Starship
100 Year Starship (engelsk: 100-års stjerneskibet, eller stjerneskibet om 100 år, undertiden forkortet 100YSS) er et fælles projekt mellem USA's Defense Advanced Research Projects Agency (DARPA) og National Aeronautics and Space Administration (NASA), der i form af et stipendie til en privat organisation arbejder hen imod at kunne realisere interstellare rejser. Projektets mål, som blev offentliggjort i januar 2012, er at opnå interstellare rejser inden for de næste 100 år.

## Grundlag
The 100 Year Starship study er navnet på et étårigt projekt, der skal undersøge vilkårene for, og lægge grundstenene til, en organisation, der kan lede arbejdet hen imod visionen om 100 Year Starship. Den tidligere astronaut fra NASA, Mae Jemison, vandt licitationen som leder af sin egen fond, the Dorothy Jemison Foundation for Excellence. The Dorothy Jemison Foundation for Excellence samarbejdede med Icarus Interstellar (en non-profit-organisation dedikereret til interstellare rejser) og Foundation for Enterprise Development på DARPA projektet.

## 100 Year Starship Symposium
Forud for at fonden blev sendt i udbud blev the Hundred Year Starship project skudt i gang med en konference, der blev holdt i Orlando, Florida, fra 30. september til 2. oktober 2011. Konferencen blev sponseret af både DARPA og NASA, og blev arrangeret af direktøren for DARPA’s Tactical Technology Office, David Neyland. Under konferencen var der oplæg om de teknologiske, biologiske, fysiske, filosofiske, sociologiske og økonomiske aspekter af interstellare rejser. Udvalgte afhandlinger fra konferencen blev udgivet i Journal of the British Interplanetary Society.
Efter at have valgt the Jemison foundation som vinder af licitationen blev et nyt symposium afholdt i Houston, Texas i 2012. Afhandlinger om en række emner med relation til interstellare rejser og fondens organisation blev præsenteret, herunder en afhandling af Dr. Harold "Sonny" White fra NASA's Johnson Space Center, hvori han diskuterer et forsøg på at måle forvridningen af rumtiden ved brug af et Michelson interferometer for at undersøge muligheden af rejser med overlyshastighed.

## Finansiering
DARPA er den primære bidragsyder, med støtte fra NASA. Til nu har NASA bidraget med $100.000, mens DARPA har skudt $1 million i projektet.